# Mina (orang-outan)
Pour les articles homonymes, voir Mina.
Mina est une femelle orang-outan de Sumatra qui vit dans la forêt près de Bukit Lawang en Indonésie. Elle est connue pour sa violence envers les guides et les visiteurs du parc national de Gunung Leuser. En février 2011, une tentative d'éloigner Mina de Bukit Lawang a été un échec.